# Panteleimon (Kalpakidis)
Panteleimon (světským jménem: Ioannis Kalpakidis; * 1945, Soluň) je řecký pravoslavný duchovní Řecké pravoslavné církve, arcibiskup a Verii, Nausy a Kampanias.

## Život
Narodil se roku 1945 v Soluni.
Přijal mnišství v svaté Anny na hoře Athos. Roku 1969 byl rukopoložen na hierodiakona.
Roku 1975 dokončil studium na Aristotelově univerzitě v Soluni s titulem bakaláře teologie.
Roku 1976 byl rukopoložen na jeromonacha pokračoval ve studiu v Oxfordu.
Roku 1978 se vrátil do svého rodného města a 16 let působil jako protosynkel metropolie Soluň a představený chrámu svatého Demetria.
Roku 1995 byl Svatým synodem Řecké pravoslavné církve zvolen metropolitou Verii a Nausy. Dne 29. května proběhla jeho biskupská chirotonie.
Jeho starší bratr Alexandros (Kalpakidis) byl titulárním metropolitou ze Stavropigiou.